# Marciel Silva da Silva
Marciel Silva da Silva, genannt Marciel, (* 8. März 1995 in Porto Alegre) ist ein brasilianischer Fußballspieler. Der Linksfuß wird vorwiegend im Mittelfeld eingesetzt.

## Karriere
Marciel startete 2005 seine fußballerische Ausbildung mit zehn Jahren in seiner Heimatstadt beim Erstligisten Grêmio FBPA. 2012 wurde er vom Fragata FC, der Fußballakademie des AS Rom, verpflichtet. 2014 musste er wieder nach Brasilien zurückkehren, weil er keine Aufenthaltsgenehmigung bekam. Er wurde zunächst an den SC Corinthians verliehen, welcher ihn dann Anfang 2015 fest übernahm. Durch seine vier Einsätze in der Meisterschaftssaison 2015 von Corinthians wurde er als Zwanzigjähriger brasilianischer Meister.
Im Januar 2016 wurde bekannt, dass der Spieler an den Cruzeiro EC ausgeliehen wird. Er bestritt für den Klub fünf Spiele: eines in der Primeira Liga do Brasil 2016, drei in der Staatsmeisterschaft von Minas Gerais und eines in der Série A 2016. Noch im Zuge der laufenden Saison kehrte Marciel Anfang September des Jahres zu Corinthians zurück. In der Saison 2017 bei Corinthians kam Marciel nur zu wenig Einsätzen. Beim erneuten Gewinn der Meisterschaft 2017 nahm er an drei Spielen teil. Am 29. Dezember 2017 wurde bekannt, dass Marciel für die Saison 2018 an den AA Ponte Preta ausgeliehen wird. Bereits zum August 2018 wurde das Leihgeschäft beendet und Marciel ging, wieder auf Leihbasis, zum Ligakonkurrenten von Ponte Preta dem Oeste FC. Nach Austragung der Staatsmeisterschaft 2019 wechselte Marciel erneut.
Für die Meisterschaftsrunde kam Marciel im Rahmen eines Leihgeschäftes bis Ende des Jahres 2020 zum EC Vitória. Mit dem Klub trat er in der Série B 2019 an. Nach Ende der Staatsmeisterschaft wurde Marciel für 2020 an den EC Juventude ausgeliehen. Mit Ende des Jahres liefen die Leihe mit Vitória und der Kontrakt mit Corinthians aus.
Im Februar 2021 gab Náutico Capibaribe die Verpflichtung von Marciel bekannt. Hier konnte er im selben Jahr die Staatsmeisterschaft von Pernambuco gewinnen. Weitere Stationen waren 2022 der Clube do Remo und zum Saisonstart 2023 SER Caxias do Sul. Auch im Anschluss blieb tingelte er weiter durch unterklassige Klubs.
Im August 2024 nahm Marciel ein Angebot aus Vietnam von Hoàng Anh Gia Lai an. Sein Debüt für den Klub aus Pleiku gab er am in der V.League 1. In der Partie beim Quảng Nam FC stand er in der Startelf und wurde in der 78. Minute für Nguyễn Thanh Nhân ausgewechselt. Zuvor hatte er in der 4. und 57. Minute die Tore zum 1:0 und 3:0 erzielt (Endstand-4:0).

## Erfolge
Corinthians
- Campeonato Brasileiro de Futebol: 2015, 2017
- Staatsmeisterschaft von São Paulo: 2017

Náutico
- Staatsmeisterschaft von Pernambuco: 2021

Remo
- Staatsmeisterschaft von Pará: 2022